# Cerro Las Minas (Honduras)
El cerro Las Minas o pico Celaque es la montaña más alta del país centroamericano de Honduras con 2870 m s. n. m., está ubicado en el departamento de Lempira en una región relativamente aislada en la parte occidental del país. Un parque nacional de Honduras, el parque nacional Celaque, fue establecido en 1987 para proteger la montaña y unos 266 kilómetros cuadrados (65.730 acres) de territorio circundante. En los últimos años la Unesco ha demostrado un gran interés por convertirla en un patrimonio de la humanidad. 

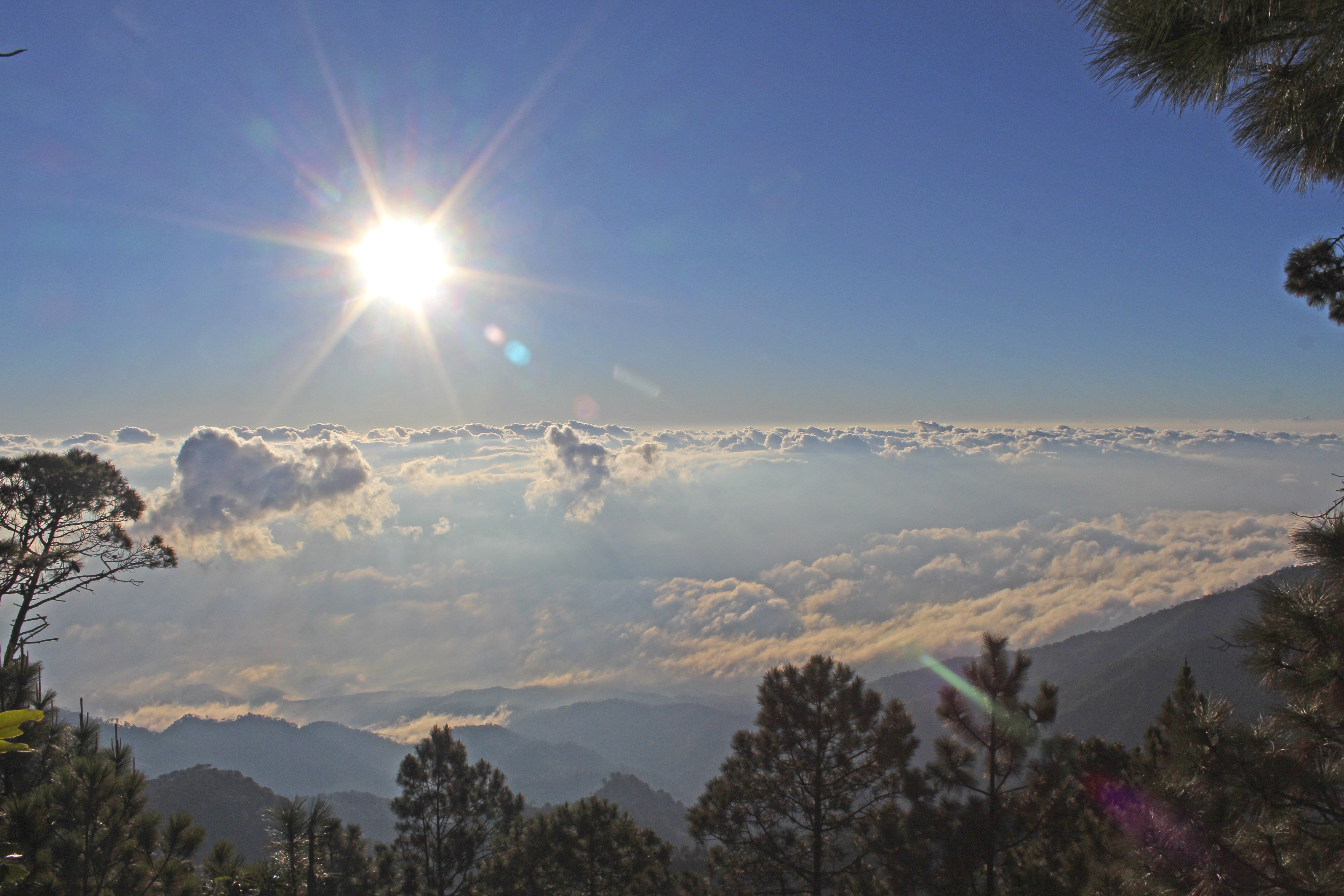

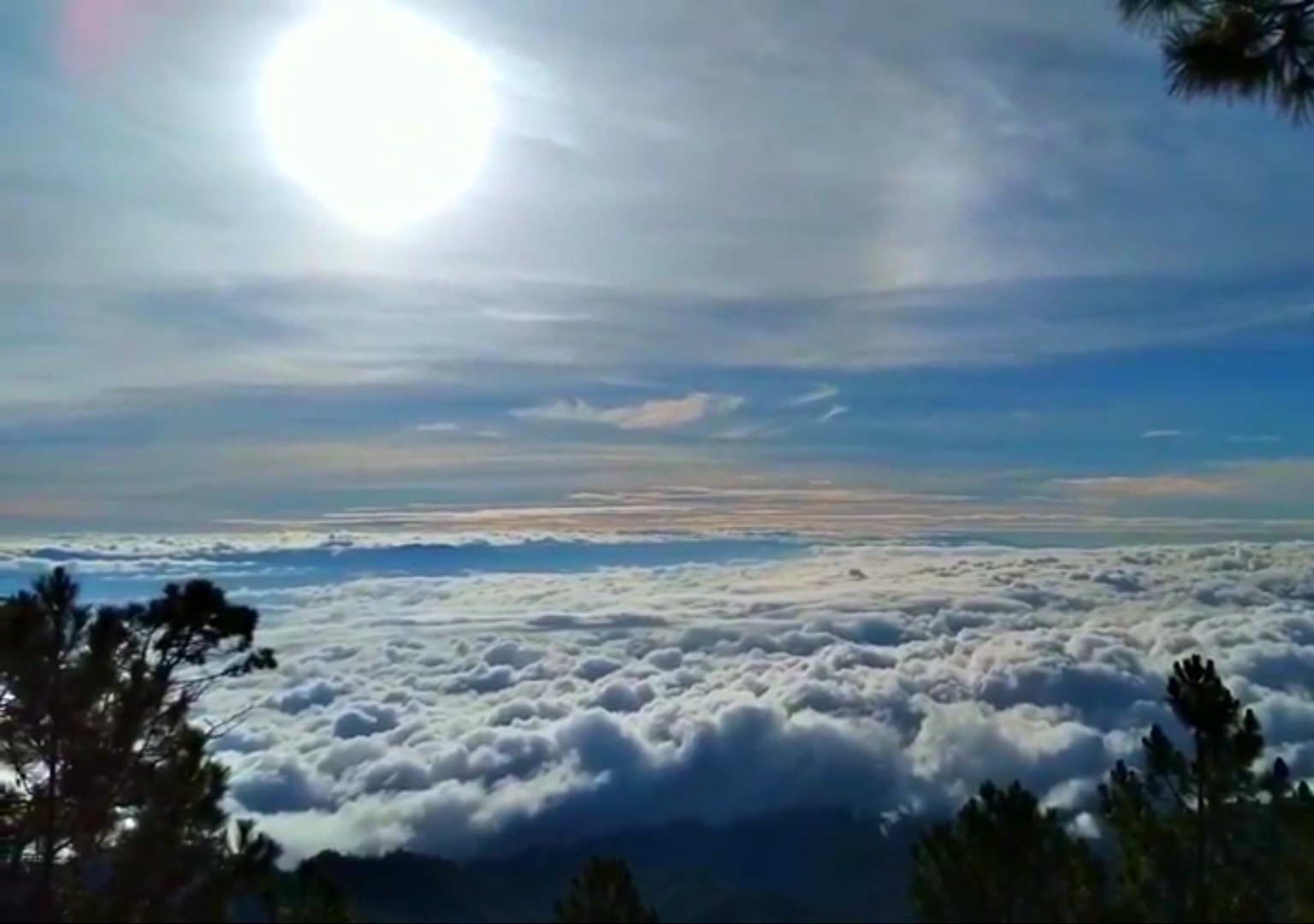
Mar de nubes en el punto más alto de Honduras